# Shaline-Doreen Pipa
Shaline-Doreen Pipa (* 13. März 1999 in Oldenburg) ist eine ehemalige deutsche Tennisspielerin.

## Karriere
Pipa, die im sechsten Lebensjahr das Tennisspielen begann, bevorzugt dabei Hartplätze. Sie gewann einen Doppeltitel auf der ITF Women’s World Tennis Tour.

## Turniersiege

### Doppel
| Nr. | Datum             | Turnier | Kategorie   | Belag             | Partnerin   | Finalgegnerinnen              | Ergebnis         |
| --- | ----------------- | ------- | ----------- | ----------------- | ----------- | ----------------------------- | ---------------- |
| 1.  | 17. November 2017 | Oslo    | ITF $15.000 | Hartplatz (Halle) | Leonie Küng | Ina Kaufinger Anette Munozova | 6:4, 5:7, [10:3] |